# باستر براون
باستر براون (بالإنجليزية: Billy Brown)‏ (6 سبتمبر 1910 في المملكة المتحدة - 1993 في المملكة المتحدة) هو لاعب كرة قدم بريطاني (وحمل سابقاً جنسية المملكة المتحدة لبريطانيا العظمى وأيرلندا) في مركز نصف الجناح. لعب مع نادي برينتفورد ونادي لوتون تاون ونادي ليتون أورينت وهدرسفيلد تاون وChingford Town F.C. ‏.